# Calymperidium atrovirens
Calymperidium atrovirens là một loài rêu trong họ Calymperaceae. Loài này được Broth. M. Fleisch. mô tả khoa học đầu tiên năm 1904.